# Баймукашев, Юрий Дюсенгалиевич
Баймукашев Юрий Дюсенгалиевич (22 июля 1941—11 декабря 2012) — скульптор, член союза художников Караганды.

## Биография
Родился 22 июля 1941 года в селе Дарьинское Зеленовского района Западно-Казахстанской области. После окончания средней школы в 1959 году поступает в Саратовское художественное училище на скульптурное отделение, которое заканчивает в 1964 году и призывается в Советскую армию. После службы в армии устраивается на работу в Ростовский художественный фонд скульптором, активно участвуя в выставках и конкурсах. С 1971 года жил и работал в Уральске.

## Работы
- Памятник Аблай-хану  памятник архитектуры (местного значения) (г. Кокшетау; 1999 год)
- Бюст Темиру Масину установленный в сквере за бывшим кинотеатром «Мир», ныне клуб «Оскар»
- Памятник Мухиту Мералиеву — певцу и композитору в Каратюбе
- Бюст Айтиева, установленный на одноименной улице
- Барельефы для мемориала «Вечный огонь»
- Памятник Турару Рыскулову в Таразе
- Памятник Джубану Мулдагалиеву в центральной усадьбе совхоза его имени, в Уральской области
- Первый памятник Абаю Кунанбаеву установленный вместо памятника Ленинину
- Монумент «Защитникам Отечества» г. Астана
- Бюст Жубана Молдагалиева в сквере на пересечении улиц Фрунзе и проспекта Достык в г. Уральск[1]
- Памятник Джангир хану на территории Западно-Казахстанского аграрно-технического университета г. Уральск[2]
- Бюст Гарифуллы Курмангалиева около ДК молодежи

## Награды
- Медаль «Ерен еңбегі үшін» (За трудовое отличие), 10 декабря 2001[3]